# 구엄항
구엄항은 제주특별자치도 제주시 애월읍 구엄리에 위치한 어항이다. 2004년 9월 23일 어촌정주어항으로 지정되었다. 관리청은 제주시, 시설관리자는 제주시장이다.

## 어항 연혁
구엄 마을은 불교 전성기인 신라 말엽 내지 고려 중엽에 이르러 가문동(可文洞)을 중심으로 서쪽으로는 하천 하류(내깍)에 삼전사(森田寺)와 남쪽으로는 원(院동)산에 원수사(院水寺)가 병립한 이 두곳에 사람들이 살았다. 삼별초의 반란당시(1270∼1273년)에 김통정장군(金通精 將軍)이 토성축조할 때 동원된 것으로 미루어 씨족사회를 이룬게 약 700여년 전의 역사와 그 이후 구전에 의하면 본 마을의 첫 입조자는 송씨(宋氏) 할망당이 베잇골 현재 할망당이라 하였다 하여 점차 각 성씨들의 이주로 형성된 것이 시초라 할 수 있다.

## 어항 구역
- 수역: 58,916m2[1]

## 어항 시설
1992년 방파제 52m 축조를 시작으로 현재까지 방파제 191m, 선착장 122m, 물양장 112m가 축조되어 있다.